# Fascene Nosy Be Airport
Fascene Nosy Be Airport är en flygplats i Madagaskar. Den ligger i den norra delen av landet, 600 km norr om huvudstaden Antananarivo. Fascene Nosy Be Airport ligger 10 meter över havet. Den ligger på ön Nosy Be.
Terrängen runt Fascene Nosy Be Airport är platt åt nordost, men åt sydväst är den kuperad. Havet är nära Fascene Nosy Be Airport österut.  Närmaste större samhälle är Hell-Ville, 11,1 km sydväst om Fascene Nosy Be Airport. I omgivningarna runt Fascene Nosy Be Airport växer huvudsakligen savannskog.